# كاستليتو ديرو
كاستليتو ديرو (بالإيطالية: Castelletto d'Erro)‏ هي بلدية في مقاطعة ألساندريا في إقليم بييمونتي في إيطاليا.

## السكان
في سنة 1861 بلغ عدد السكان 403 نسمة، وتطور العدد ليصل في سنة 2011 لـ 150 نسمة.
يظهر هذا المخطط البياني تطور النمو السكاني لـ كاستليتو ديرو